# جوني إيكولز
جوني إيكولز (بالإنجليزية: Johnny Echols)‏ هو لاعب كرة قاعدة أمريكي، ولد في 9 يناير 1917 في أتلانتا في الولايات المتحدة، وتوفي بنفس المكان في 13 نوفمبر 1972.

## وصلات خارجية
- جوني إيكولز على موقعبيزبول رفرنس.كوم (الدوري الرئيسي) (الإنجليزية)